# شظايا الرعب
شظايا الرعب (باليابانية: 魔まの断片، بالروماجي: Ma no Kakera) (بالإنجليزية: Fragments of Horror)‏ هي مانغا يابانية من تأليف ورسم جونجي إيتو، نشرت من قبل أساهي سونوراما ‏ في مجلة نيموكي، صدرت في 13 أبريل عام 2013 حتى 12 أبريل عام 2014، وتكونت من مجلد واحد.

## القصة
- فوتون (باليابانية: 布団، بالروماجي: Futon)

- روح خشبية (باليابانية: 木造の怪، بالروماجي: Mokuzō no Kai)

- توميو • الياقة المدورة الحمراء (باليابانية: 富夫・赤いハイネック، بالروماجي: Tomio • Akai Hainekku)

- وداع لطيف (باليابانية: 緩やかな別れ، بالروماجي: Yuruyakana Wakare)

- فتاة التشريح  (باليابانية: 解剖ちゃん، بالروماجي: Kaibō-chan)

- بلاك بيرد (باليابانية: 黒い鳥، بالروماجي: Kuroi Tori)

- ماغامي ناناكوسي (باليابانية: 七癖曲美، بالروماجي: Nanakuse Magami)

- أمرأة تهمس (باليابانية: 耳擦りする女، بالروماجي: Mimikosuri Suru Onna)